# Magatzem de la Companyia d'Indústries Agrícoles
El magatzem de la Companyia d'Indústries Agrícoles, també conegut com a Metrònom, és un edifici situat al carrer de Fusina, 9, catalogat com a bé cultural d'interès local.

## Història

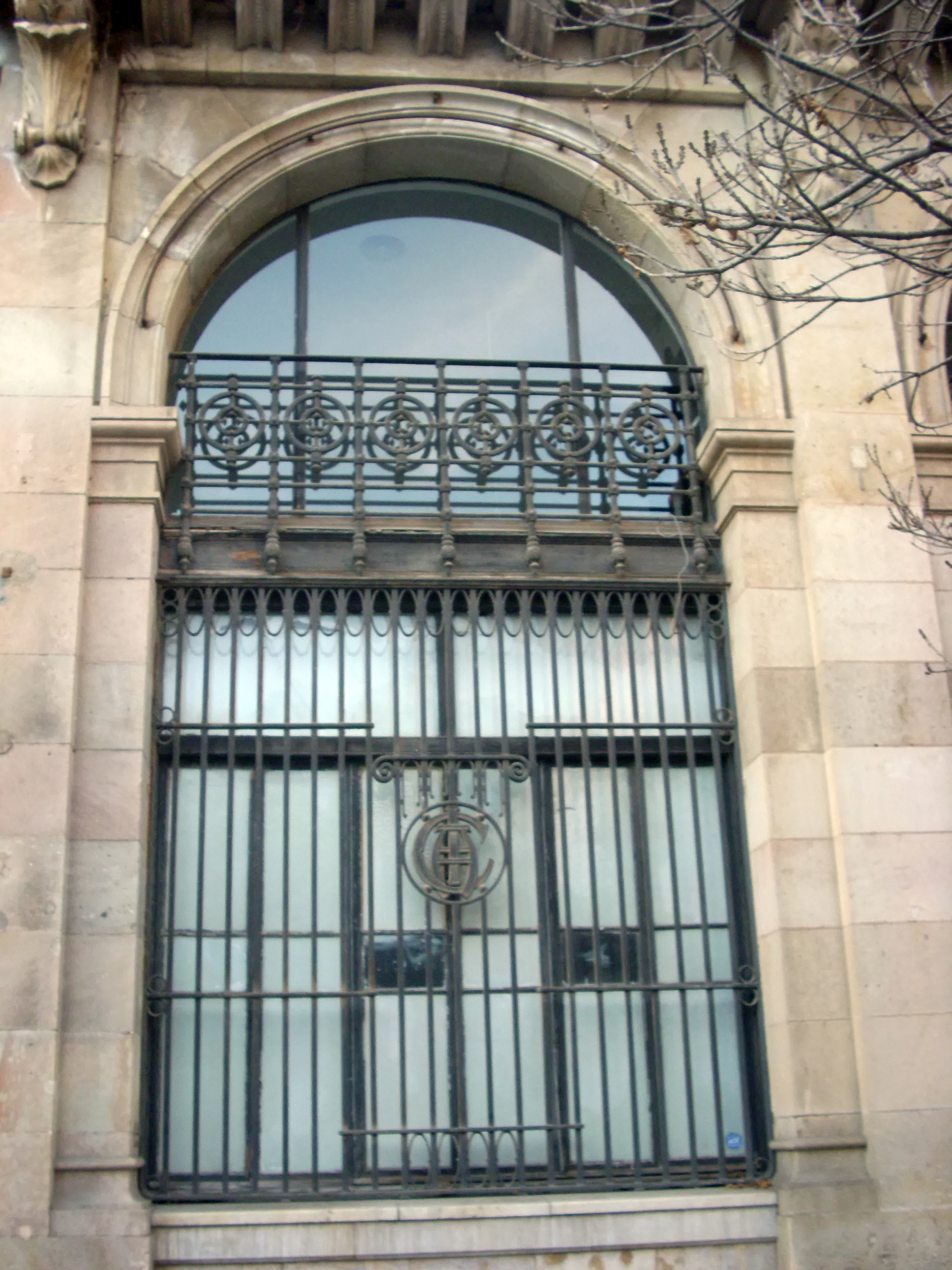
Reixa amb les inicials CIA (Companyia d'Indústries Agrícoles)

El 1904, l'Azucarera del Jalón, antecessora directa de la Companyia d'Indústries Agrícoles (fundada el 1911), va establir la seu social al passeig de la Indústria (actualment Picasso), 12. El 1918, l'arquitecte Josep Font i Gumà, que dos anys abans s'havia encarregat de la fàbrica d'alcohol de la companyia al Poblenou, va projectar un nou edifici de planta baixa i entresol al carrer de la Fusina, 9.
El 1947, les oficines es van traslladar a un edifici de nova planta al carrer de Balmes cantonada amb el de Mallorca, romanent-hi les activitats d'amargosament: «Fca. azúcar y alcoholes, secadero de pulpas. Cª. de Industrias Agrícolas, S.A.» Finalment, l'edifici va prendre la seva funció industrial, i es va transformar en una sala d'exposicions (Sala Metrònom).

## Descripció
La façana s'articula amb una porxada de cinc grans arcs de mig punt amb pedra motllurada, que segueixen el mateix patró de la resta del conjunt de la Urbanització del Born. L'arc central prové l'accés a l'immoble, mentre que la resta, de la mateixa alçada, tenen una banqueta al peu, per diferenciar-les del portal. Entre cada arc hi trobem sengles pilastres coronades per capitells de morfologia molt quadrangular, amb elements decoratius foliacis senzills. Per sobre, la cornisa, de poc desenvolupament extern, està subjectada mitjançant nombroses faixes senzilles. Corona l'edifici una llarga barana calada de pedra i, per sobre, un frontó de tendència subel·lipsoïdal que al centre té esculpit en números romans la data mcmxviii (1918), corresponent a la data de construcció.
A les reixes del porxo hi ha les inicials cia (Companyia d'Indústries Agrícoles).